# Stephenie Meyer
Stephanie Morgan, més coneguda com a Stephenie Meyer (Hartford, Connecticut, 24 de desembre de 1973), és una escriptora estatunidenca coneguda, principalment, per una saga de llibres sobre amor i vampirs, Crepuscle, dedicada, especialment, a un públic més aviat adolescent. Aquestes novel·les s'han venut al voltant de 40 milions d'exemplars i han estat traduïdes a 37 llengües. L'any 2008 va estrenar-se la pel·lícula basada en el llibre, amb el mateix títol. Meyer també és l'autora de la novel·la de ciència-ficció per a adults The Host. Gràcies a aquests llibres, ha venut al món més de 100 milions de còpies.amb traduccions a 37 llengües diferents.

## Biografia[5]
Els seus pares es van traslladar a Phoenix (Arizona), amb cinc germans: Seth, Emily, Jacob, Paul i Heidi. Va estudiar a l'institut "Chaparral High School" a Scottsdale (Arizona), i a la universitat "Brigham Young University" a Provo (Utah). Stephenie Meyer és membre de l'Església de Jesucrist dels Sants dels Darrers Dies, i va conèixer el seu marit Christian quan vivia a Arizona, i va casar-se amb ell l'any 1994. Van tenir tres fills: Gabe, Seth, i Eli.

## Crepuscle, la sèrie de llibres
Meyer diu que la idea de la història de Crepuscle li ve d'un somni que fer el 2 de juny del 2003 en el que un vampir estava enamorat d'una noia humana però alhora assedegat de la seva sang. Basant-se en això, Meyer va escriure el que seria el capítol 13 del llibre, i tot i la seva poca experiència d'escriptora, va completar la novel·la en només 3 mesos. Després d'editar-la l'any 2005 i veient l'èxit que va obtenir, Meyer va signar un contracte de 750.000 dòlars amb la "Little, Brown and Company" per a continuar la història amb tres llibres més: Lluna nova (2006), Eclipsi (2007) i A trenc d'alba (2008). La saga ha venut al voltant de 25 milions d'exemplars en 37 països. L'any 2008, els quatre llibres van arribar a ser best-sellers, fent de Meyer la primera autora que aconsegueix aquest repte; també fou l'autora amb més llibres venuts aquell any. Meyer ja va dir que A trenc d'alba seria l'última novel·la explicada des del punt de vista de la humana Bella Swan. Sol de mitjanit,serà una novel·la complementària a la resta, però explicada des del punt de vista d'Edward Cullen, el vampir. Meyer esperava publicar el nou llibre poc després d'A trec d'alba, però un problema amb l'esborrany ha fet posposar-ne la publicació indefinidament.